# Statine
Een statine (meervoud statines) of cholesterolsyntheseremmer is een cholesterolverlagend medicament, (dat tevens een anti-inflammatoire werking lijkt te hebben) dat ingrijpt op de synthese van cholesterol door de snelheidsbepalende stap (HMG-CoA reductase) in de productie van cholesterol te remmen. Een statine wordt voorgeschreven (indicatie) bij een verhoogd cholesterolgehalte (hypercholesterolemie), suikerziekte (diabetes mellitus) en voor preventie van hart- en vaatziekten. Deze familie van geneesmiddelen wordt in het algemeen goed verdragen door de patiënt en is eenvoudig toe te dienen.

## Bijwerkingen
Frequent gemelde bijwerkingen zijn gastro-intestinale klachten, huiduitslag, duizeligheid, jeuk en hoofdpijn. Andere bijwerkingen komen ook voor.
In de praktijk blijken spierklachten veel voor te komen en lijken genetisch bepaald, mogelijk via een mutatie in een van de genen die codeert voor de biosynthese van het voor de energievoorziening van de cel belangrijke coenzym Q10. Deze klachten variëren van een goedaardige spierpijn of gewrichtspijn tot myositis met een meer dan 10-voudige verhoging van de concentratie creatinekinase (CK) in het serum, wat een indicatie is van verhoogde spierafbraak. Ook de hartspier werkt minder goed bij statinegebruikers. De incidentie van spierpijn en pijn na gebruik van statines varieert van 1 tot 7%, terwijl ernstige myopathie optreedt op bij 0,5% van de patiënten. Levensbedreigende rabdomyolyse met spiernecrose en daaropvolgende elektrolytveranderingen, myoglobinurie en nierfalen komt uiterst zelden voor (ongeveer 1 op 100.000 gebruikers). Cerivastatine, dat als enig uit de groep een beduidend hoger risico opleverde, is hierom uit de handel gehaald. Rabdomyolyse kan optreden bij daarvoor gevoelige personen en bij gelijktijdig gebruik van andere middelen die de afbraak van een statine verhinderen, bijvoorbeeld via de biotransformatie door het CYP3A4-enzymsysteem, zoals o.a. ciclosporine, macrolide antibiotica (zoals erytromycine), antischimmelmiddelen (waaronder itraconazol en ketoconazol), nicotinezuur (en -derivaten) en fibraten.
Daarnaast verhogen statines het risico op diabetes in lichte mate (9%). Naarmate de dosering hoger is neemt dit risico verder toe. Diabetes is een belangrijke risicofactor voor hart- en vaatziekten, die statines juist beogen te bestrijden. In de meeste gevallen zouden de cardiovasculaire voordelen echter opwegen tegen het verhoogde risico op diabetes. Bij post-menopauzale vrouwen is het extra risico op diabetes door statinegebruik echter aanmerkelijk hoger, 71%.
Statinegebruikers hebben een 57% verhoogd risico op leeftijdsgerelateerde cataract, dit is een ongeveer even sterke risicoverhoging als diabetes geeft.
Ongeveer 1 tot 5% van de patiënten staakt het gebruik van statines vanwege het optreden van bijwerkingen. Vooral de bijwerkingen op de spieren worden veroorzaakt door een omzettingsproduct, een lacton.
Waar de zuurvorm van het statine verantwoordelijk is voor de werking, is de lactonvorm schuldig aan de bijwerking.
Een nieuwe ontdekking is dat statines mogelijk het verouderingsproces versnellen doordat ze de stamcellen zouden aantasten. Mogelijk kunnen langs deze weg bijwerkingen als geheugenverlies, spierpijn, diabetes, verminderde leverfunctie, vermoeidheid en staar worden verklaard.

## Dosering
De dosering van de statine wordt aangepast aan de waarden van het "nuchtere" cholesterol (met name het LDL-gehalte).

## Indicatie bij diabetes en hartinfarct
Statines zijn geregistreerd bij de volgende indicaties:
- hypercholesterolemie
- hypertriglyceridemie
- gecombineerde hyperlipidemie, gekenmerkt door zowel hypercholesterolemie als hypertriglyceridemie, indien dieet en andere maatregelen alléén niet voldoende zijn.

Atorvastatine, pravastatine en simvastatine zijn tevens geregistreerd voor de preventie van cardiovasculaire morbiditeit en mortaliteit. Fluvastatine is alleen geregistreerd voor de preventie van cardiovasculaire morbiditeit en mortaliteit bij patiënten die een percutane angioplastiek met of zonder stentplaatsing hebben ondergaan. Rosuvastatine is niet geregistreerd voor de preventieve behandeling.

## Radar
Door een item in het consumentenprogramma Radar van de TROS is er medio 2007 veel onrust ontstaan bij sommige gebruikers van deze medicamenten. In het programma werd een aantal bijwerkingen ter sprake gebracht. Daarnaast werd er een belangenverstrengeling gesuggereerd tussen de farmaceuten en de voorschrijvende medici. Artsen werkzaam in de hart- en vaatziekten en de diabetesbehandeling zeiden zeer ongelukkig te zijn met deze uitzending omdat het geven van statines een van de effectiefste manieren zou zijn om hartaanvallen en CVA's te voorkomen, waarbij "slechts" ongeveer 30 tot 50 mensen hoeven te worden behandeld (NNT) om bij één van die mensen één ernstige ziekte-episode binnen 5 jaar te voorkomen, terwijl een ernstige bijwerking als rabdomyolyse in die tijd slechts ca. 1 op 100.000 mensen zou treffen.
In eerdere uitzendingen van TROS Radar werd beweerd dat niet bewezen is dat een hoog cholesterolgehalte slecht is voor de gezondheid. In de uitzending van januari 2008 werd gesteld dat in de groep mensen die nog geen hartaanval of beroerte hebben gehad, bij alle vrouwen en bij de mannen boven 70 jaar nauwelijks enig positief effect is bewezen van het gebruik van statines. Een en ander wordt ook gedragen door wetenschappelijk onderzoek.

## Merknamen
- Simvastatine - merknaam Zocor®, patent verlopen in mei 2003.
- Pravastatine - merknaam Selektine®, patent verlopen in augustus 2004.
- Atorvastatine - merknaam Lipitor®, patent verlopen in 2012.
- Rosuvastatine - merknaam Crestor®, op de markt sinds maart 2003, patent verlopen februari 2018
- Fluvastatine - merknaam Lescol®
- Cerivastatine - merknaam Lipobay®, in 2001 van de markt gehaald vanwege ernstige en dodelijke bijwerkingen.
- Lovastatine - merknaam Mevacor®, in België en Nederland niet op de markt.

Sinds de patenten op sommige van bovengenoemde geneesmiddelen verlopen zijn is de prijs van deze statines flink gedaald, doordat er goedkopere generieke varianten op de markt kwamen.
Zo kan bij veel patiënten gekozen worden voor atorvastatine in plaats van rosuvastatine. Atorvastatine en rosuvastatine zijn in de diverse richtlijnen over cardiovasculair risicomanagement gelijkwaardige keuzes. Atorvastatine is als generiek geneesmiddel verkrijgbaar en daardoor circa 25 maal goedkoper dan rosuvastatine in vrijwel equipotente doseringen. Rosuvastatine geeft een sterkere LDL-reductie dan atorvastatine, maar meestal kan de LDL-streefwaarde van een patiënt worden behaald door behandeling met atorvastatine en is rosuvastatine niet nodig.
Op groepsniveau zijn er geen relevante verschillen tussen de bijwerkingenprofielen van atorvastatine en rosuvastatine, maar beide middelen verschillen wel in farmacokinetische interacties.

## Vergoeding in Nederland
Wanneer iemand cholesterolverlagers,in dit geval statines of ezetimib, voorgeschreven krijgt, worden vanaf 2009 alleen nog de generieke (patentvrije) middelen simvastatine en pravastatine zonder toetsing vooraf vergoed door de zorgverzekeraar. De statine die nog niet patentvrij is, fluvastatine (Lescol®), is aanmerkelijk duurder en valt buiten het vergoedingenpakket. Wanneer de generieke statines niet goed werken of om medische redenen ongewenst zijn, kan het echter wel worden voorgeschreven. Dit moet vooraf worden uitgelegd door de voorschrijvend arts middels een zogenaamde artsenverklaring.